# Francesca Milani
Francesca Milani, född 25 september 1993, är en italiensk judoutövare.
Milani tog brons i 48-kilosklassen vid Medelhavsspelen 2018 i Tarragona.
Milani tävlade för Italien vid olympiska sommarspelen 2020 i Tokyo. Hon blev utslagen i den första omgången i extra lättvikt mot Lin Chen-hao.